# Coahuila
Coahuila (prije Coahuila de Zaragoza) jedna je od 31 saveznih država Meksika, smještena na sjeveru zemlje. Coahuila na istoku graniči s meksičkom saveznom državom Nuevo León, na jugu s državama Zacatecas i San Luis Potosí, a na zapadu s Durango i Chihuahua. Sjeverno Coahuila graniči 512 km dugom granicom s američkom saveznom državom Teksas duž tijeka rijeke Rio Grande (Río Bravo del Norte). 
Glavni grad savezne države je istoimeni Saltilo, a najveći je Torreón. Država se prostire na 151.571 km², a u njoj živi 2.615.574 stanovnika (2009).

## Općine
- Abasolo
- Acuña
- Allende
- Arteaga
- Candela
- Castaños
- Cuatrociénegas
- Escobedo
- Francisco I. Madero
- Frontera
- General Cepeda
- Guerrero
- Hidalgo
- Jiménez
- Juárez
- Lamadrid
- Matamoros
- Monclova
- Morelos
- Múzquiz
- Nadadores
- Nava
- Ocampo
- Parras
- Piedras Negras
- Progreso
- Ramos Arizpe
- Sabinas
- Sacramento
- Saltillo
- San Buenaventura
- San Juan de Sabinas
- San Pedro
- Sierra Mojada
- Torreón
- Viesca
- Villa Unión
- Zaragoza